# Szwajcarski szyk bojowy

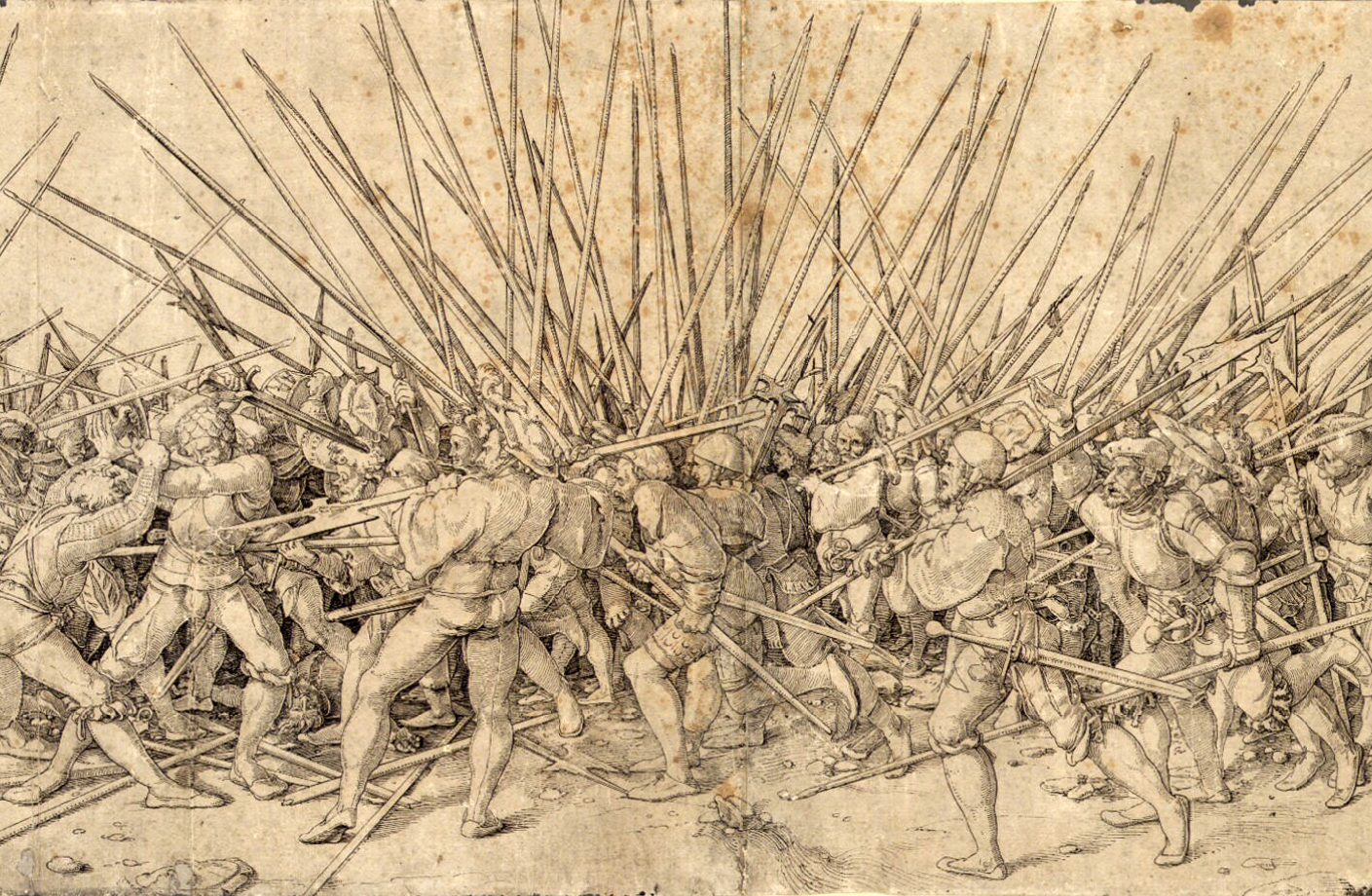
Starcie halabardników i pikinierów (sztych H. Holbeina)

Szwajcarski szyk bojowy – szyk bojowy stosowany przez piechotę szwajcarską w XV wieku.
Uzbrojona w piki i halabardy piechota tworzyła duże czworoboki zwane bataliami. Formacja taka była odporna na ataki jazdy, miała też dużą siłę przełamującą, lecz ulegała broni palnej, co ostatecznie przyczyniło się do jej zaniku w następnym stuleciu.